# Lesia Tsurenko
Lesia Viktorivna Tsurenko, née le 30 mai 1989 à Volodymyrets (alors en URSS), est une joueuse de tennis ukrainienne, professionnelle depuis 2007.
Sur le circuit ITF, elle a remporté six titres en simple et huit en double au début de sa carrière, entre 2008 et 2011.
Depuis, elle a remporté quatre titres sur le circuit WTA, de 2015 à 2018, en autant de finales disputées.
Elle défend par ailleurs les couleurs de l'Ukraine en Fed Cup.

## Biographie
Lesia Tsurenko remporte son premier tournoi lors de l'Istanbul Cup en juillet 2015. Elle enchaîne l'année suivante en remportant le Guangzhou International Open contre la Serbe Jelena Janković.
L'année suivante, elle bat en deux sets la Française Kristina Mladenovic en finale de l'Abierto Mexicano. Elle conserve ce titre en 2018 en battant la Suissesse Stefanie Vögele en trois sets.
En 2e tour simple dames de Roland-Garros, elle écarte la no 15 mondiale Coco Vandeweghe en s'imposant 3-6, 6-4, 6-0, avant de s'imposer en 1/16e de finale contre la no 19 mondiale Magdaléna Rybáriková.
 En double dames, associée à sa compatriote Lyudmyla Kichenok elle est éliminée dès le 1er tour par le double tchèque Andrea Hlaváčková-Barbora Strýcová (4-6, 6-3, 1-6).

Lesia Tsurenko lors de Roland-Garros 2018
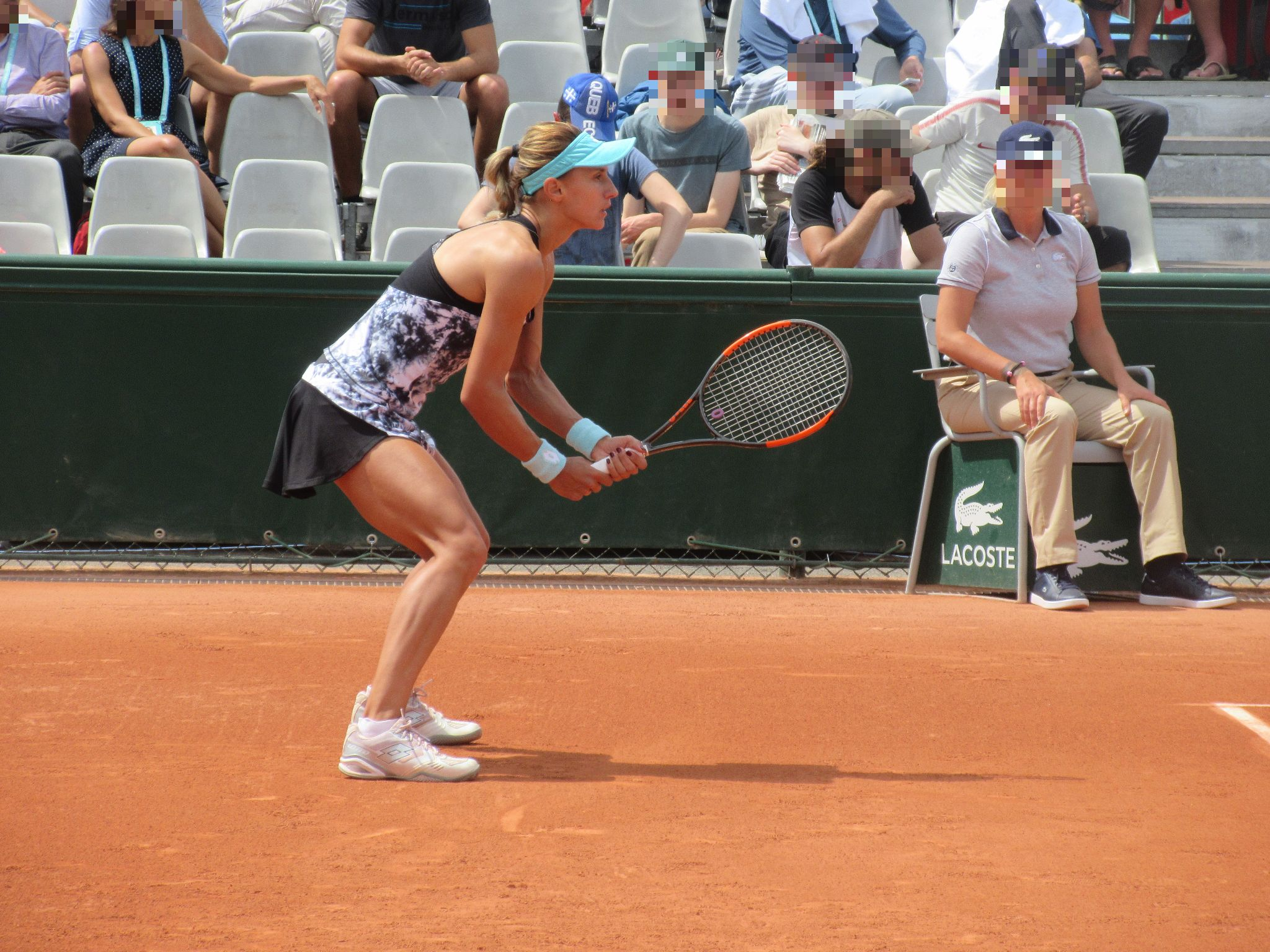
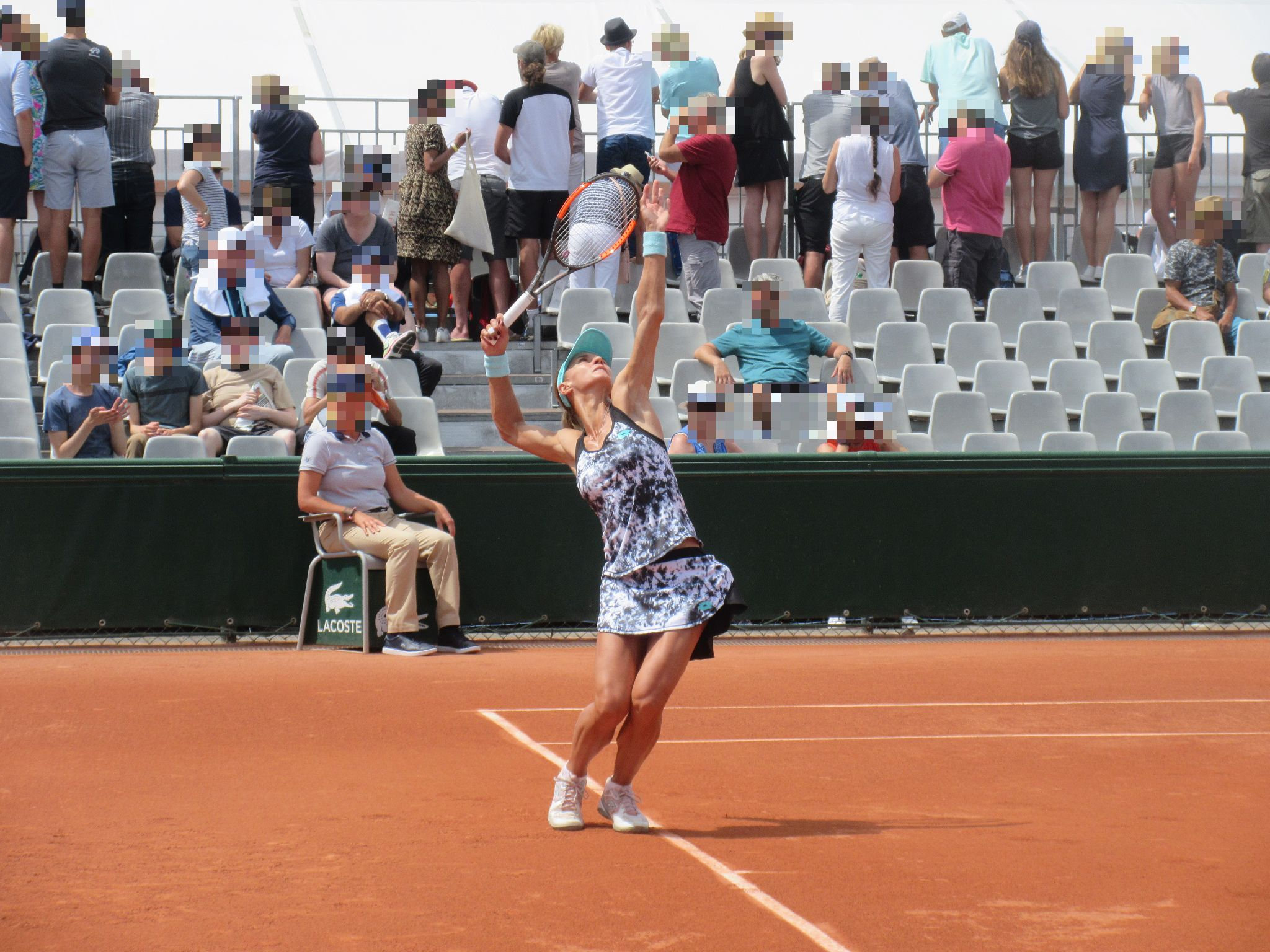

Elle parvient début février 2023 en finale de Hua Hin, sa première finale sur le circuit WTA depuis cinq ans. Elle se défait pour cela de la Belge Ysaline Bonaventure (6-3, 4-6, 6-4), de la Russe Anna Kalinskaya (6-0, 6-7, 6-4), de l'Allemande Tatjana Maria (6-1, 6-1) et sur abandon de la tête de série numéro une Bianca Andreescu (7-5, 4-0 ab.). Elle s'incline en Thaïlande contre la Chinoise Zhu Lin en deux sets (4-6, 4-6). En mars, Tsurenko déclare forfait avant son match de troisième tour contre la Biélorusse Aryna Sabalenka lors du tournoi d'Indian Wells. Elle explique ce forfait par une « crise de panique » qu'elle a faite après un entretien, dont elle se dit « choquée », avec le directeur général de la WTA Steve Simon concernant les répercussions de l'invasion de l'Ukraine par la Russie.
À Roland-Garros, elle remporte une belle victoire contre la Tchèque Barbora Krejčíková, ex-numéro deux mondiale et ancienne vainqueur au premier tour (6-2, 6-4) et profite de l'abandon de l'Américaine Lauren Davis (6-3, 1-0 ab.) pour disputer le troisième tour. Elle bat à ce stade la Canadienne Bianca Andreescu, ancienne vainqueur de l'US Open (6-1, 6-1) pour disputer les huitièmes de finale d'un tournoi du Grand Chelem pour la première fois depuis cinq années (la seconde fois de sa carrière à Roland-Garros). Elle est contrainte à l'abandon contre la favorite numéro une mondiale et tenante du titre Iga Świątek (1-5 ab.).
Un mois après, elle dispose de trois joueuse non tête de série, l'Américaine Claire Liu (6-3, 3-6, 6-4), la spécialiste de double Kateřina Siniaková (6-4, 6-1) et la Roumaine Ana Bogdan qui n'avait jamais atteint le troisième tour à Wimbledon. Lors de ce dernier match, elle dispute un super tie-break très long (4-6, 6-3, 7-6 avec 20 points à 18 pour l'Ukrainienne) constitué de 38 points ce qui est un record pour un match féminin en Grand Chelem. Ce match lui permet de disputer un huitième de finale pour la première fois à Wimbledon. Elle s'incline contre la numéro quatre mondiale Jessica Pegula au tour suivant, fatiguée par le précédent match (3-6, 1-6).

## Palmarès

### Titres en simple dames
| No | Date       | Nom et lieu du tournoi                  | Catégorie | Dotation  | Surface    | Finaliste           | Score          |          |
| -- | ---------- | --------------------------------------- | --------- | --------- | ---------- | ------------------- | -------------- | -------- |
| 1  | 20-07-2015 | BNP Paribas Istanbul Cup, Istanbul      | Intern'l  | 250 000 $ | Dur (ext.) | Urszula Radwańska   | 7-5, 6-1       | Parcours |
| 2  | 19-09-2016 | Guangzhou International Open, Guangzhou | Intern'l  | 250 000 $ | Dur (ext.) | Jelena Janković     | 6-4, 3-6, 6-4  | Parcours |
| 3  | 27-02-2017 | Abierto Mexicano Telcel, Acapulco       | Intern'l  | 250 000 $ | Dur (ext.) | Kristina Mladenovic | 6-1, 7-5       | Parcours |
| 4  | 26-02-2018 | Abierto Mexicano Telcel, Acapulco       | Intern'l  | 250 000 $ | Dur (ext.) | Stefanie Vögele     | 5-7, 7-62, 6-2 | Parcours |

### Finales en simple dames
| No | Date       | Nom et lieu du tournoi           | Catégorie | Dotation    | Surface    | Vainqueure        | Score         |          |
| -- | ---------- | -------------------------------- | --------- | ----------- | ---------- | ----------------- | ------------- | -------- |
| 1  | 31-12-2018 | Brisbane International, Brisbane | Premier   | 1 000 000 $ | Dur (ext.) | Karolína Plíšková | 4-6, 7-5, 6-2 | Parcours |
| 2  | 30-01-2023 | Thailand Open, Hua Hin           | WTA 250   | 259 303 $   | Dur (ext.) | Zhu Lin           | 6-4, 6-4      | Parcours |

## Parcours en Grand Chelem

### En simple dames
| Année | Open d'Australie | Open d'Australie    | Internationaux de France | Internationaux de France | Wimbledon       | Wimbledon            | US Open         | US Open             |
| ----- | ---------------- | ------------------- | ------------------------ | ------------------------ | --------------- | -------------------- | --------------- | ------------------- |
| 2010  | —                | —                   | Q2                       | Sophie Ferguson          | Q1              | Naomi Cavaday        | Q1              | Katie O'Brien       |
| 2011  | 2e tour (1/32)   | Ekaterina Makarova  | Q1                       | Maša Zec Peškirič        | 1er tour (1/64) | A. Pavlyuchenkova    | Q1              | M. Larcher de Brito |
| 2012  | 2e tour (1/32)   | Daniela Hantuchová  | 1er tour (1/64)          | Klára Koukalová          | 1er tour (1/64) | Mathilde Johansson   | 1er tour (1/64) | Casey Dellacqua     |
| 2013  | 3e tour (1/16)   | Caroline Wozniacki  | 1er tour (1/64)          | Dominika Cibulková       | 2e tour (1/32)  | Eva Birnerová        | 1er tour (1/64) | Lucie Šafářová      |
| 2014  | 1er tour (1/64)  | Varvara Lepchenko   | Q2                       | Allie Kiick              | 2e tour (1/32)  | Simona Halep         | 1er tour (1/64) | Zarina Diyas        |
| 2015  | 1er tour (1/64)  | Madison Keys        | 1er tour (1/64)          | Bojana Jovanovski        | 2e tour (1/32)  | Irina-Camelia Begu   | 2e tour (1/32)  | Varvara Lepchenko   |
| 2016  | 1er tour (1/64)  | Varvara Lepchenko   | 1er tour (1/64)          | Caroline Garcia          | 1er tour (1/64) | Evgeniya Rodina      | 1/8 de finale   | Roberta Vinci       |
| 2017  | 1er tour (1/64)  | Angelique Kerber    | 3e tour (1/16)           | Jeļena Ostapenko         | 3e tour (1/16)  | Magdaléna Rybáriková | 1er tour (1/64) | Yanina Wickmayer    |
| 2018  | 2e tour (1/32)   | Agnieszka Radwańska | 1/8 de finale            | Garbiñe Muguruza         | 2e tour (1/32)  | Barbora Strýcová     | 1/4 de finale   | Naomi Osaka         |
| 2019  | 2e tour (1/32)   | Amanda Anisimova    | 3e tour (1/16)           | Simona Halep             | 1er tour (1/64) | Barbora Strýcová     | —               | —                   |
| 2020  | 1er tour (1/64)  | Ashleigh Barty      | Q1                       | Çağla Büyükakçay         | Annulé          | Annulé               | —               | —                   |
| 2021  | Q3               | Liudmila Samsonova  | Q2                       | Magdalena Fręch          | —               | —                    | Q2              | A. K. Schmiedlová   |
| 2022  | 1er tour (1/64)  | Ashleigh Barty      | 1er tour (1/64)          | Iga Świątek              | 3e tour (1/16)  | Jule Niemeier        | 1er tour (1/64) | Paula Badosa        |
| 2023  | 1er tour (1/64)  | Karolína Muchová    | 1/8 de finale            | Iga Świątek              | 1/8 de finale   | Jessica Pegula       | 2e tour (1/32)  | E. Alexandrova      |
| 2024  | 3e tour (1/16)   | Aryna Sabalenka     | 1er tour (1/64)          | Donna Vekic              | 1er tour (1/64) | Varvara Gracheva     | 1er tour (1/64) | Peyton Stearns      |

N.B. : à droite du résultat se trouve le nom de l'ultime adversaire.

### En double dames
| Année | Open d'Australie                                                       | Open d'Australie | Internationaux de France                                                               | Internationaux de France                                                            | Wimbledon                                                                               | Wimbledon                                                                     | US Open | US Open |
| ----- | ---------------------------------------------------------------------- | ---------------- | -------------------------------------------------------------------------------------- | ----------------------------------------------------------------------------------- | --------------------------------------------------------------------------------------- | ----------------------------------------------------------------------------- | ------- | ------- |
| 2012  | —                                                                      | —                | 1er tour (1/32) Pervak \|\| style="text-align:left;" \| Govortsova Voskoboeva          | —                                                                                   | —                                                                                       | —                                                                             | —       |         |
| 2013  | —                                                                      | —                | 1er tour (1/32) Torró \|\| style="text-align:left;" \| Mladenovic Voskoboeva           | —                                                                                   | —                                                                                       | —                                                                             | —       |         |
| 2014  | 1er tour (1/32) Savchuk \|\| style="text-align:left;" \| Beck Petkovic | —                | —                                                                                      | —                                                                                   | —                                                                                       | —                                                                             | —       |         |
| 2015  | —                                                                      | —                | 1er tour (1/32) Krunić \|\| style="text-align:left;" \| Chan Medina                    | —                                                                                   | —                                                                                       | 2e tour (1/16) Govortsova \|\| style="text-align:left;" \| Dellacqua Shvedova |         |         |
| 2016  | —                                                                      | —                | —                                                                                      | —                                                                                   | 1er tour (1/32) N. Kichenok \|\| style="text-align:left;" \| S. Aoyama M. Ninomiya      | —                                                                             | —       |         |
| 2017  | —                                                                      | —                | 1er tour (1/32) K. Bondarenko \|\| style="text-align:left;" \| V. Golubic Kr. Plíšková | 1/8 de finale L. Kichenok \|\| style="text-align:left;" \| C. Bellis M. Vondroušová | —                                                                                       | —                                                                             |         |         |
| 2018  | —                                                                      | —                | 1er tour (1/32) L. Kichenok \|\| style="text-align:left;" \| A. Hlaváčková B. Strýcová | —                                                                                   | —                                                                                       | —                                                                             | —       |         |
| 2019  | —                                                                      | —                | —                                                                                      | —                                                                                   | 2e tour (1/16) A. Sasnovich \|\| style="text-align:left;" \| B. Krejčíková K. Siniaková | —                                                                             | —       |         |

N.B. : le nom de la partenaire se trouve sous le résultat ; les noms des ultimes adversaires se trouvent à droite.

## Parcours en «Premier» et WTA 1000
Les tournois WTA « Premier Mandatory » et « Premier 5 » (entre 2009 et 2020) et WTA 1000 (à partir de 2021) constituent les catégories d'épreuves les plus prestigieuses, après les quatre levées du Grand Chelem. 

De 2009 à 2023, les tournois Premier Mandatory (dits tournois WTA 1000 obligatoires entre 2021 et 2023) regroupent Indian Wells, Miami, Madrid et Pékin, les autres constituant les tournois Premier 5 (tournois WTA 1000 non-obligatoires). À partir de 2024, le nombre de tournois WTA 1000 passe à 10 par saison (fin de l’alternance Doha / Dubaï), ces derniers devenant tous obligatoires et offrant tous 1000 points à la vainqueure (contre 900 points précédemment pour les tournois Premier 5).

### En simple dames
| Année |       |                               |                            |                                 |                                |                                   |                               |                                  |                              |                                   |  |                               |
| Doha  | Dubaï | Indian Wells                  | Miami                      | Madrid                          | Rome                           | Canada                            | Cincinnati                    | Pékin                            |                              | Tokyo                             |  |                               |
| Doha  | Dubaï | Indian Wells                  | Miami                      | Madrid                          | Rome                           | Canada                            | Cincinnati                    | Pékin                            | Wuhan                        |                                   |  |                               |
| Doha  | Dubaï | Indian Wells                  | Miami                      | Madrid                          | Rome                           | Canada                            | Cincinnati                    | Pékin                            | Guadalajara                  |                                   |  |                               |
| 2012  |       |                               | Hors catégorie             | 2e tour (1/32) F. Schiavone     |                                |                                   |                               |                                  |                              |                                   |  |                               |
| 2013  |       |                               | Hors catégorie             | 3e tour (1/16) P. Kvitová       | 1er tour (1/64) Hsieh S-w.     | 1er tour (1/32) D. Cibulková      | 1er tour (1/32) V. Lepchenko  |                                  |                              |                                   |  |                               |
|       |       |                               |                            |                                 |                                |                                   |                               |                                  |                              |                                   |  |                               |
| 2015  |       | Hors catégorie                |                            | 1/4 de finale J. Janković       |                                |                                   |                               | 1/4 de finale S. Errani          |                              | 1er tour (1/32) C. Suárez Navarro |  | 1er tour (1/32) C. Vandeweghe |
| 2016  |       | 1er tour (1/32) R. Vinci      | Hors catégorie             | 3e tour (1/16) K. Bondarenko    | 2e tour (1/32) E. Makarova     | 1er tour (1/32) A. Pavlyuchenkova | 2e tour (1/16) T. Bacsinszky  |                                  | 2e tour (1/16) T. Bacsinszky |                                   |  |                               |
| 2017  |       | Hors catégorie                | 1er tour (1/32) Peng S.    | 1er tour (1/64) Peng S.         | 1er tour (1/64) B. Haddad Maia | 1er tour (1/32) Ka. Plíšková      | 2e tour (1/16) V. Williams    | 1er tour (1/32) D. Cibulková     | 2e tour (1/16) E. Svitolina  | 1er tour (1/32) V. Lepchenko      |  | 2e tour (1/16) G. Muguruza    |
| 2018  |       | 1er tour (1/32) M. Buzărnescu | Hors catégorie             | 1er tour (1/64) L. Arruabarrena | 1er tour (1/64) A. Tomljanović | 1er tour (1/32) P. Kvitová        | 1er tour (1/32) P. Martić     | 2e tour (1/16) C. Suárez Navarro | 1/4 de finale S. Halep       | 2e tour (1/16) J. Görges          |  | 1er tour (1/32) D. Kasatkina  |
| 2019  |       | Hors catégorie                | 3e tour (1/8) S. Halep     | 3e tour (1/16) A. Sabalenka     |                                |                                   | 1er tour (1/32) Y. Putintseva |                                  |                              |                                   |  |                               |
|       |       |                               |                            |                                 |                                |                                   |                               |                                  |                              |                                   |  |                               |
| 2021  |       | Hors catégorie                | 1er tour (1/32) S. Cîrstea |                                 |                                |                                   |                               |                                  |                              | Annulé                            |  | Annulé                        |
| 2022  |       |                               | Hors catégorie             |                                 | 2e tour (1/32) Y. Putintseva   |                                   |                               |                                  |                              | Hors calendrier                   |  |                               |
| 2023  |       | Hors catégorie                |                            | 3e tour (1/16) Forfait          | 1er tour (1/64) L. Fernandez   | 3e tour (1/16) D. Kasatkina       | 3e tour (1/16) I. Świątek     |                                  |                              | 2e tour (1/16) V. Kudermetova     |  |                               |
| 2024  |       | 3e tour (1/16) Forfait        |                            | 2e tour (1/32) E. Navarro       | 2e tour (1/32) G. Minnen       | 1er tour (1/64) A. Eala           | 2e tour (1/32) A. Kalinina    | 2e tour (1/16) A. Kalinskaya     |                              | 1er tour (1/64) V. Tomova         |  | 2e tour (1/16) M. Linette     |

Sous le résultat, l’ultime adversaire.
1. 1 2   Les tournois de Doha et Dubaï alternent le statut de tournoi WTA 1000 (ex Premier 5) entre 2009 et 2023 : les trois premières éditions ont lieu à Dubaï, les trois suivantes à Doha, puis Dubaï accueille le tournoi de cette catégorie les années impaires et Dubaï les années paires. De 2011 à 2023, la ville qui n’accueille pas de WTA 1000 organise à la place un tournoi WTA 500 (ex Premier).
2. 1 2 3 4 5 6 7 8   L’ordre de déroulement des tournois a évolué depuis 2009 : Rome se dispute avant Madrid et Cincinnati avant Montréal/Toronto jusqu’en 2010, tandis que Tokyo/Wuhan/Guadalajara ont lieu avant Pékin jusqu’en 2023.
3. 1 2  Du fait de la pandémie de Covid-19, les tournois d’Indian Wells, de Miami, de Madrid, du Canada, de Wuhan et de Pékin sont annulés en 2020. Ces deux derniers le sont également en 2021. Pour des raisons d’organisation, le tournoi de Cincinnati 2020 a exceptionnellement lieu à Flushing Meadows à New York.
4. ↑  Le 1er décembre 2021, le président de la WTA, Steve Simon, annonce que tous les tournois prévus en Chine et à Hong Kong sont suspendus à partir de 2022, en raison de préoccupations concernant la sécurité et le bien-être de la joueuse de tennis chinoise Peng Shuai après ses allégations de relations sexuelles non-consenties avec Zhang Gaoli, membre de haut rang du Parti communiste chinois. Le tournoi de Pékin revient en 2023. Le tournoi de Guadalajara remplace celui de Wuhan pendant deux ans, ce dernier réapparaissant en 2024.

## Parcours en Fed Cup
| #                                                                 | Date       | Lieu        | Surface      | Gagnante(s)                     | Perdante(s)                           | Score          |          |
| ----------------------------------------------------------------- | ---------- | ----------- | ------------ | ------------------------------- | ------------------------------------- | -------------- | -------- |
|                                                                   |            |             |              |                                 |                                       |                |          |
| 2011 - 1er tour (groupe mondial II) - Suède - Ukraine - 2 : 3     |            |             |              |                                 |                                       |                |          |
| 1                                                                 | 05/02/2011 | Helsingborg | Dur (int.)   | Sofia Arvidsson                 | Lesia Tsurenko                        | 6-3, 6-2       | Parcours |
| 1                                                                 | 05/02/2011 | Helsingborg | Dur (int.)   | Johanna Larsson                 | Lesia Tsurenko                        | 6-73, 6-2, 6-3 | Parcours |
|                                                                   |            |             |              |                                 |                                       |                |          |
| 2011 - Barrage (groupe mondial I) - Australie - Ukraine - 2 : 3   |            |             |              |                                 |                                       |                |          |
| 2                                                                 | 16/04/2011 | Melbourne   | Terre (ext.) | Lesia Tsurenko                  | Anastasia Rodionova                   | 6-1, 6-4       | Parcours |
| 2                                                                 | 16/04/2011 | Melbourne   | Terre (ext.) | Jarmila Gajdošová               | Lesia Tsurenko                        | 6-1, 6-3       | Parcours |
| 2                                                                 | 16/04/2011 | Melbourne   | Terre (ext.) | Olga Savchuk Lesia Tsurenko     | Jarmila Gajdošová Anastasia Rodionova | 0-6, 7-63, 6-3 | Parcours |
|                                                                   |            |             |              |                                 |                                       |                |          |
| 2012 - 1er tour (groupe mondial) - Italie - Ukraine - 3 : 2       |            |             |              |                                 |                                       |                |          |
| 3                                                                 | 04/02/2012 | Biella      | Terre (int.) | Lesia Tsurenko                  | Francesca Schiavone                   | 6-1, 6-2       | Parcours |
| 3                                                                 | 04/02/2012 | Biella      | Terre (int.) | Lesia Tsurenko                  | Sara Errani                           | 6-1, 3-0, ab.  | Parcours |
| 3                                                                 | 04/02/2012 | Biella      | Terre (int.) | Flavia Pennetta Roberta Vinci   | Olga Savchuk Lesia Tsurenko           | 7-5, 0-6, 6-1  | Parcours |
|                                                                   |            |             |              |                                 |                                       |                |          |
| 2012 - Barrage (groupe mondial I) - Ukraine - États-Unis - 0 : 5  |            |             |              |                                 |                                       |                |          |
| 4                                                                 | 21/04/2012 | Kharkiv     | Terre (ext.) | Christina McHale                | Lesia Tsurenko                        | 6-1, 4-6, 6-3  | Parcours |
| 4                                                                 | 21/04/2012 | Kharkiv     | Terre (ext.) | Serena Williams                 | Lesia Tsurenko                        | 6-3, 6-2       | Parcours |
|                                                                   |            |             |              |                                 |                                       |                |          |
| 2013 - 1er tour (groupe mondial II) - Espagne - Ukraine - 3 : 1   |            |             |              |                                 |                                       |                |          |
| 5                                                                 | 09/02/2013 | Alicante    | Terre (ext.) | Silvia Soler                    | Lesia Tsurenko                        | 7-5, 6-4       | Parcours |
|                                                                   |            |             |              |                                 |                                       |                |          |
| 2013 - Barrage (groupe mondial II) - Ukraine - Canada - 2 : 3     |            |             |              |                                 |                                       |                |          |
| 6                                                                 | 20/04/2013 | Kiev        | Terre (int.) | Sharon Fichman                  | Lesia Tsurenko                        | 7-65, 2-6, 6-3 | Parcours |
| 6                                                                 | 20/04/2013 | Kiev        | Terre (int.) | Eugenie Bouchard                | Lesia Tsurenko                        | 6-4, 7-5       | Parcours |
| 6                                                                 | 20/04/2013 | Kiev        | Terre (int.) | Sharon Fichman Eugenie Bouchard | Elina Svitolina Lesia Tsurenko        | 6-4, 6-3       | Parcours |
|                                                                   |            |             |              |                                 |                                       |                |          |
| 2016 - Barrage (groupe mondial II) - Ukraine - Argentine - 4 : 0  |            |             |              |                                 |                                       |                |          |
| 7                                                                 | 16/04/2016 | Kiev        | Dur (ext.)   | Lesia Tsurenko                  | Nadia Podoroska                       | 6-1, 6-4       | Parcours |
| 7                                                                 | 16/04/2016 | Kiev        | Dur (ext.)   | Lesia Tsurenko                  | María Irigoyen                        | 6-0, 6-3       | Parcours |
|                                                                   |            |             |              |                                 |                                       |                |          |
| 2017 - 1er tour (groupe mondial II) - Ukraine - Australie : 3 : 1 |            |             |              |                                 |                                       |                |          |
| 8                                                                 | 11/02/2017 | Kharkiv     | Dur (int.)   | Lesia Tsurenko                  | Daria Gavrilova                       | 6-2, 6-3       | Parcours |
|                                                                   |            |             |              |                                 |                                       |                |          |
| 2017 - Barrage (groupe mondial I) - Allemagne - Ukraine - 3 - 2   |            |             |              |                                 |                                       |                |          |
| 9                                                                 | 22/04/2017 | Stuttgart   | Terre (int.) | Angelique Kerber                | Lesia Tsurenko                        | 6-1, 6-4       | Parcours |
| 9                                                                 | 22/04/2017 | Stuttgart   | Terre (int.) | Julia Görges                    | Lesia Tsurenko                        | 6-4, 6-4       | Parcours |

## Classements WTA en fin de saison
| Année          | 2007 | 2008 | 2009 | 2010 | 2011 | 2012 | 2013 | 2014 | 2015 | 2016 | 2017 | 2018 | 2019 | 2020 | 2021 | 2022 | 2023 | 2024 |
| Rang en simple | 663  | 353  | 265  | 184  | 120  | 102  | 70   | 96   | 33   | 58   | 42   | 27   | 70   | 146  | 119  | 130  | 31   | 118  |
| Rang en double | 844  | 280  | 127  | 142  | 213  | 484  | –    | 525  | 354  | 1119 | 164  | 337  | 142  | 145  | 806  | –    | –    | –    |

Source : (en) Classements de Lesia Tsurenko sur le site officiel de la Fédération internationale de tennis

## Records et statistiques

### Victoires sur le top 10
Toutes ses victoires sur des joueuses classées dans le top 10 de la WTA lors de la rencontre.
| Légende             |
| ------------------- |
| Grand Chelem        |
| Premier* / WTA 1000 |
| Premier / WTA 500   |
| Intern'l            |
| Fed Cup             |

| # | Rang  |  | Tournoi      | Année | Surface |                  | Adversaire         | Rang  | Tour           | Score         | Tableau |
| - | ----- |  | ------------ | ----- | ------- | ---------------- | ------------------ | ----- | -------------- | ------------- | ------- |
| 1 | no 85 |  | Indian Wells | 2015  | Dur     |                  | Andrea Petkovic    | no 10 | 1/32           | 6-3, 4-6, 6-4 | Tableau |
| 2 | no 85 |  | Indian Wells | 2015  | Dur     | Eugenie Bouchard | no 7               | 1/8   | 6-75, 7-5, 6-4 |               | Tableau |
| 3 | no 54 |  | Toronto      | 2015  | Dur     |                  | Garbiñe Muguruza   | no 9  | 1/16           | 7-5, 6-1      | Tableau |
| 4 | no 46 |  | New Haven    | 2015  | Dur     |                  | Karolína Plíšková  | no 8  | 1/4            | 6-2, 6-2      | Tableau |
| 5 | no 37 |  | US Open      | 2015  | Dur     |                  | Lucie Šafářová     | no 6  | 1/64           | 6-4, 6-1      | Tableau |
| 6 | no 44 |  | Cincinnati   | 2018  | Dur     |                  | Garbiñe Muguruza   | no 9  | 1/16           | 2-6, 6-4, 6-4 | Tableau |
| 7 | no 36 |  | US Open      | 2018  | Dur     |                  | Caroline Wozniacki | no 2  | 1/32           | 6-4, 6-2      | Tableau |
| 8 | no 27 |  | Brisbane     | 2019  | Dur     |                  | Naomi Osaka        | no 5  | 1/2            | 6-2, 6-4      | Tableau |
| 9 | no 37 |  | Doha         | 2024  | Dur     |                  | Ons Jabeur         | no 6  | 1/16           | 6-3, 6-2      | Tableau |